# Pycreus sumbawangensis
Pycreus sumbawangensis är en halvgräsart som beskrevs av Hoenselaar. Pycreus sumbawangensis ingår i släktet Pycreus och familjen halvgräs. Inga underarter finns listade i Catalogue of Life.